# Antonio Tiberi
Antonio Tiberi   (Frosinone, 24 de juny de 2001) és un ciclista italià que actualment corre per l'equip UCI WorldTour Bahrain Victorious.

## Carrera
El 2019, durant els campionats del món de ciclisme a Yorkshire, Tiberi guanyà el títol mundial júnior en contrarellotge individual. Aquell mateix any, fitxà per l'equip Trek-Segafredo. El febrer de 2023, després d'un incident en el que Tiberi matà un gat amb un rifle, l'equip estatunidenc acabà el contracte de Tiberi.
L'1 de juny de 2023, el Bahrain Victorious anuncià que havia contractat a Tiberi. A la Volta a Espanya de 2023 acabà 18è de la general i 7è de la classificació dels joves.
El 2024 feu el seu debut al Giro d'Itàlia i aconseguí el mallot blanc com a vencedor de la classificació dels joves i acabà 5è de la classificació general.

## Palmarès
2018
- 2n Contrarellotge, Campionat nacional júnior
- 3r  Contrarellotge, Campionats Europeus júnior
- 9è Ciclisme en ruta, Campionats del món júnior

2019
- 1r  Contrarellotge, Campionats del món júnior
- 1r Trofeo Dorigo
- 1r  de la classificació de la muntanya al Giro de la Lunigiana
- 3r Contrarellotge, Campionat nacional júnior
- 6è Contrarellotge, Campionats europeus júnior

2020
- 3r Contrarellotge, Campionat nacional sub-23

2021
- 3r de la general a la Volta a Hongria

2022
- Vencedor de l'etapa 5 a la Volta a Hongria
- 5è de la general a la Setmana Internacional de Coppi i Bartali
- 8è al Gran Premi de la indústria i l'artesanat de Larciano

2023
- 5è Contrarellotge, Campionat nacional
- 7è de la general a l'UAE Tour
- 8è de la general al Tour Down Under

2024
- 3r de la general al Tour dels Alps
  - 1r  de la classificació dels joves
- 5è de la general al Giro d'Itàlia
  - 1r  de la classificació dels joves
- 8è de la general a la Volta a Catalunya
  - 1r a la Volta a Luxemburg